# Willibald Schulmeister
Willibald Schulmeister (* 21. Dezember 1851 in Deutsch-Lodenitz bei Sternberg, Kaisertum Österreich; † 1. September 1909 ebenda) war ein österreichischer Landschaftsmaler, Illustrator, Kupferstecher und Lehrer an der Kunstgewerbeschule des k. k. Österreichischen Museums für Kunst und Industrie in Wien.

## Leben
Willibald Schulmeister war bis 1876 an der Wiener Kunstgewerbeschule Schüler von Valentin Teirich. Er wohnte 1881 zusammen mit Reinhold Schulmeister, ebenfalls Zeichenlehrer, in 1040 Wien, Waaggasse 1. 1892 in 1030 Wien, Salmgasse 11, firmierte er noch immer als „Zeichenlehrer“, ebenso 1895 in der Landstraßer Hauptstraße 20. 1898 änderte er seine Berufsbezeichnung in „Lehrer an der Kunstgewebeschule des k. k. Museum für Kunst und Industrie“. 1897/98 wurde er noch, zusammen mit Josef Breitner, als Assistent der Kunstgewerbeschule geführt. 1899 war er zusammen mit Breitner der „Allgemeinen Abteilung“ zugeordnet unter dem Vorstand von Ludwig Minnigerode. Als letzterer 1902 in Pension ging, wurde Schulmeister zusammen mit Breitner der Abteilung für Bildhauerei und der Allgemeinen Abteilung zugeteilt. 1904 wurde er unter den Professoren aufgeführt, weiterhin, bis einschließlich 1909, in der „Allgemeinen Abteilung“.
Er unterrichtete in der Vorbereitungsschule bzw. allgemeinen Abteilung u. a. ornamentales Zeichnen seit 1896. Ab 1906 leitete er die „allgemeine Abteilung“. 1896 wurde er zum „wirklichen Lehrer“ der Kunstgewerbeschule ernannt. Er war auch als Kupferstecher für Druckvorlagen tätig sowie er 1905 und 1908 auch Kurse für figurales Zeichnen sowie Radierkurse für die Sektion der Gesellschaft der Kunstfreunde des Österreichischen Tourismusverbands gab. Nur einmal äußerte er sich schriftlich, 1878 als „Zeichner für das Metall-Kunstgewerbe“ in Berichte über die Weltausstellung in Paris. Bei Ausstellungen beteiligte er sich mit Landschaftsbildern, überwiegend in Aquarell.
Er schuf außerdem Buchschmuck und Illustrationen kunstgewerblicher Gegenstände für das mehrbändige Druckwerk Kronprinzenwerk. Die österreichisch-ungarische Monarchie in Wort und Bild. Vier Vignetten sowie die Initiale „D“ daraus befinden sich in der Sammlung der Österreichischen Nationalbibliothek, außerdem diverse Grafiken in der Sammlung des Museums für Angewandte Kunst (MAK) in Wien.
Schulmeister war Mitglied der Genossenschaft der bildenden Künstler Wiens und des Deutschen Schulvereins. 1904 erhielt er die Goldmedaille der Weltausstellung in St. Louis.

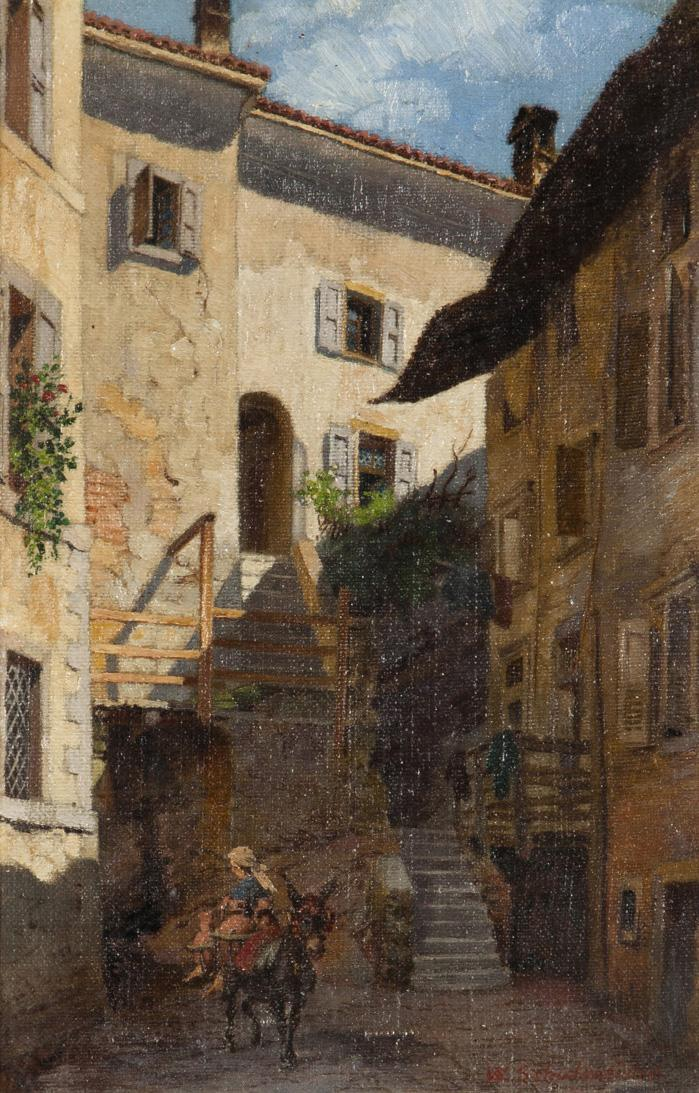
Willibald Schulmeister: Motiv aus Torbole, Öl/Leinwand/Karton

## Werke (Auswahl)
- Sonniger Tag in der Wachau, Aquarell auf Papier, 38 × 30 cm[12]
- Motiv aus Torbole, Öl auf Leinwand/Karton, 25 × 17 cm
- Aus dem Zillerthal
- Mühle in Berchtesgaden
- Finkenberg in Tirol
- Das Chinesische Lusthaus in Eisgrub, 1877, Aquarell, 42 × 53,6 cm, Sammlung Liechtenstein

## Schüler (Auswahl)
- 1897: Otto Prutscher
- 1897: Karl Bräuer
- 1897/98: Wilhelm Schmidt
- 1898: Anton Kling
- 1898: Peter Behrens
- 1899: Alfred Gerstenbrand
- 1904: Karl Schwetz
- 1905: Leopold Forstner
- Max Benirschke
- Hans Strohofer
- Erich Mallina
- Carl Krenek
- Hans Strohofer